# Elswerd
Elswerd is een wierde in de Nederlandse gemeente Het Hogeland. De wierde ligt aan de weg van Rottum naar Doodstil, even ten noorden van het Boterdiep. 
Op de wierde staat de gelijknamige boerderij Elswerd. De wierde en boerderij waren vroeger bezit van het klooster Juliana. Na de reductie werd het eerst een provincieplaats en vervolgens vanaf 1618 een stadsplaats. In 1822 verkocht de stad Groningen de boerderij aan een particulier. Het voorhuis werd in 1925 verbouwd en kreeg toen ook een serre. Van de eerste schuur is het bouwjaar onbekend. De tweede schuur werd in 1885 gebouwd, waarop in 1935 een tussenkap werd geplaatst. Tussen 1912 en 1964 stond aan het begin van de oprit een arbeidershuisje.
De naam Elswerd is wellicht een verschrijving van Eelswerd. De wierde behoorde tot het kerspel van Eelswerd.